# Erkeroder Trochitenkalk

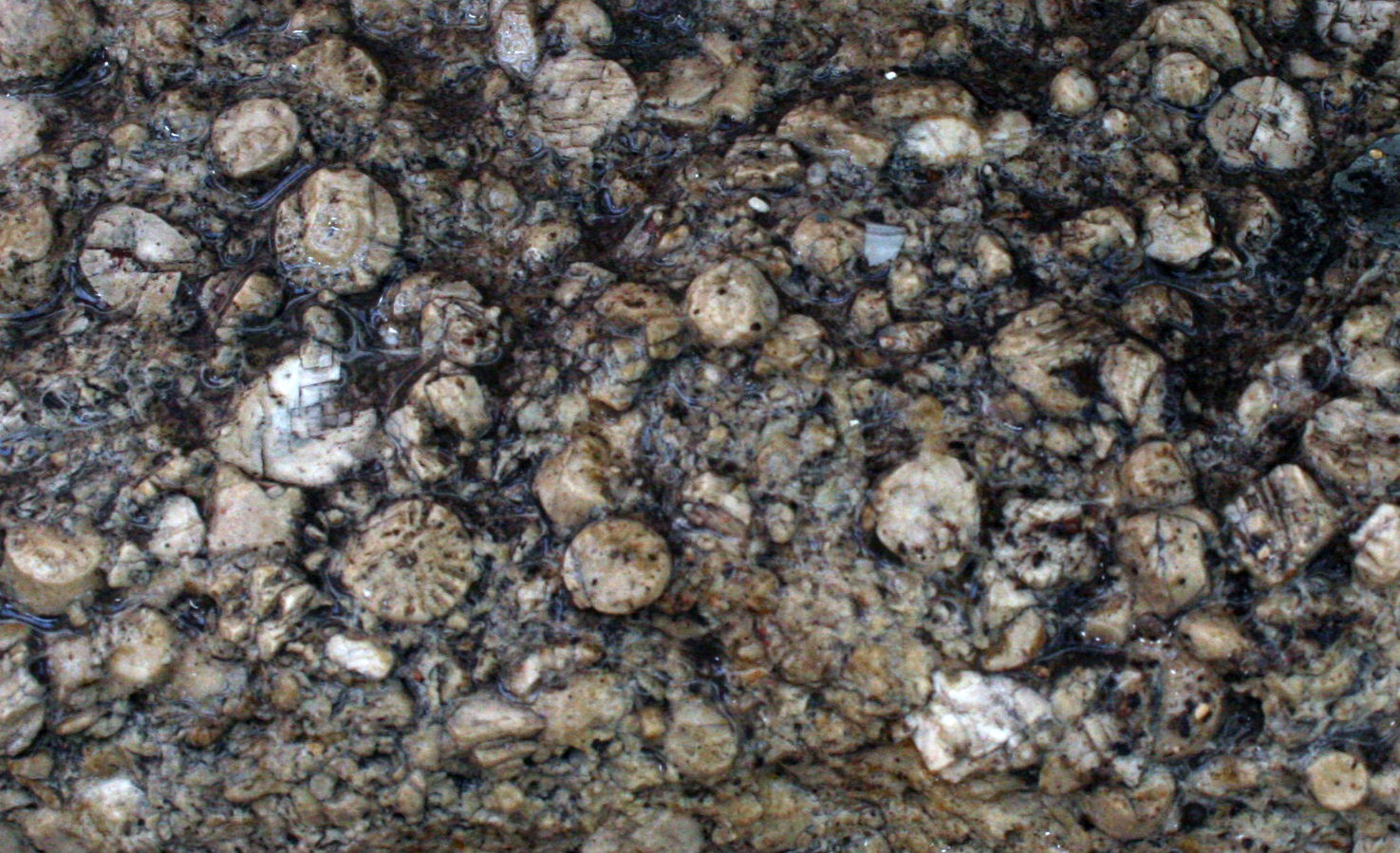
Angewitterter Trochitenkalk aus dem Steinbruch Westhölzchen bei Erkerode: Erkennbar sind rundliche Stielglieder mit etwa 5 mm im Durchmesser

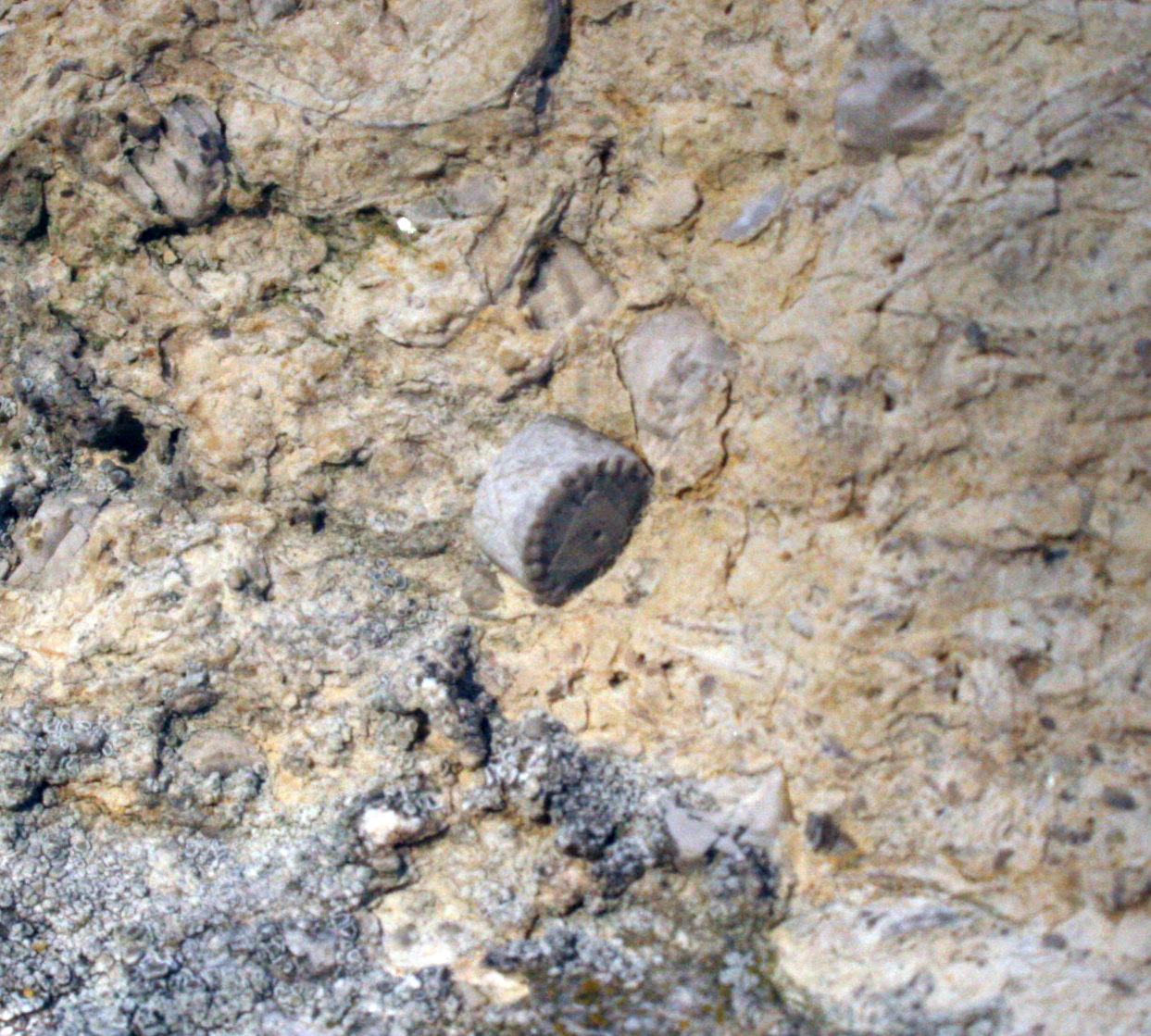
Freigewittertes versteinertes Stielglied mit gekerbtem Rand und mit einer Röhre in der Mitte für die Nervenbahnen, ca. 5 mm groß

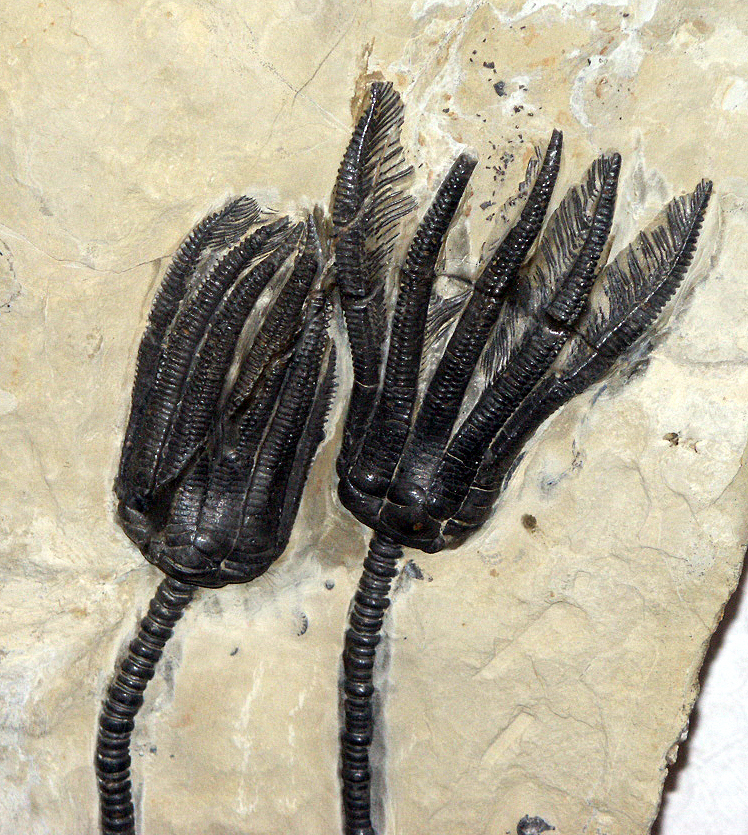
Freipräparierte versteinerte Seelilien, die den Stiel und Kelch deutlich zeigen

Der Erkeroder Trochitenkalk ist ein Naturstein, der bei Erkerode am Elm in Niedersachsen bereits in der ausgehenden Romanik als Nutzgestein verwendet wurde. Es handelt sich um einen hellgelben, porösen Kalkstein, der aus Fossilienresten zusammengesetzt ist. Die meisten Fossilien sind Stielglieder von Tieren, den Seelilien, die auch Crinoiden genannt werden. Die einzelnen Glieder sind scheiben- bzw. radförmig und haben in der Mitte eine Röhre als Nervenkanal. Die Form der Stielglieder gibt seit der Steinzeit Anlass für Mystisches. Die Gesteinsschicht entstand im Oberen Muschelkalk in der Trochitenkalk-Formation vor etwa 210 Millionen Jahren.

## Namensgebung
Trochiten (lateinisch trochus bedeutet Rad, Scheibe, Kreisel, Kringel) sind die versteinerten, ringförmigen Stielglieder der Seelilien der Art Encrinus liliiformis. Sie waren massenhaft an Stellen im Germanischen Becken verbreitet, und als sie abstarben und auf den Meeresboden absanken, bildeten sie eine Gesteinsschicht. Diese Kalksteine werden gesteinskundlich als Trochitenkalk eingeordnet. Eine neuere These geht davon aus, dass Seelilien vereinzelt Kalkriffe bildeten.
Die Seelilien ernährten sich von Plankton. Sie zählen zu den Stachelhäutern und haben am oberen Ende einen Kelch mit fünf Armen, der den Weichkörper dieser Tiere schützte. Bei einer Teilung der Basis der Arme entstanden 10- oder auch 20-armige Kelche. Die Arme der Kelche waren gefiedert und darüber erfolgte die Nahrungsaufnahme. Die Seelilien lebten in warmen, bewegten Flachwassermeeren und fußten vermutlich am Meeresboden. Es wurde auch ein Exemplar, das auf einem Treibholz anhaftete, gefunden.
Heute existieren nur noch wenige Seelilienarten. Diese leben vorwiegend in der Tiefsee.

## Petrographische Zusammensetzung
Der Erkeroder Trochitenkalk setzt sich aus 67 Prozent biogenen Komponenten, 25 Prozent Ooiden (kugelig-ovale, kleine Mineralkörper) und 8 Prozent Onkoiden (lagig aufgebaute Mineralkörner mit konzentrisch aufgebauter Hülle) zusammen. In diesem Kalkstein befinden sich neben den Seelilien fossile Reste aus Kalk von Weichtieren (Mollusken), Muscheln (Bivalven), Armfüßern (Brachiopoden) und Schnecken (Gastropoden). Die Länge der Fossilreste reicht bis zu drei Zentimeter. Die Ooide haben Biogene als Kern und besitzen eine Korngröße von 0,3 bis 0,8 Millimetern, die Onkoide des Erkeroder Trochitenkalks haben eine Korngröße von 0,5 bis 1,0 Millimetern.
Die kalkigen Bindemittel haben einen Volumenanteil von 36 Prozent, die biogenen Komponenten 62 Prozent und der sichtbare Porenraum 2 Prozent.

## Vorkommen und Verwendung
Der Erkeroder Trochitenkalk wurde am Westhölzchen von Erkerode gebrochen. Es handelt sich um ein nach dem Ort Erkerode benanntes Kalksteinvorkommen des Oberen Muschelkalks. Das Vorkommen tritt bei Erkerode oberflächennah heraus. Die Gesteinsschicht ist etwa zehn Meter mächtig und besteht aus bis zu 99 Prozent Calciumcarbonat (CaCO3) in Form von Calcit  (Kalkspat). Damit handelt es sich um einen sehr reinen Kalkstein. Richtung Asse, Dorm, Ummendorf, Sülldorf, Staßfurt und Quedlinburg geht der Trochitenkalk in wechselnde Schichten aus mergeligen Ton und Kalk über. Weitere Trochitenkalksteinbrüche in der Nähe Erkerodes befinden sich im westlichen Elm bei Hemkenrode (Zement- und Kalkherstellung, bis 1971), am Eichberg im Elm, bei Kneitlingen und Evessen.
Das Verwitterungsverhalten des Erkeroder Trochitenkalks ist je nach Gesteinsschicht unterschiedlich, er bleicht in der Sonne aus und die biogenen Komponenten werden freigewittert, angelöst und letztlich abgeschwemmt. Die Stielglieder sind nicht nur im Gesteinverbund extrem spröde und widerstandsfähig, das Bindemittel des Gesteins hat weniger Festigkeit. Das Gestein lässt sich schwer manuell bearbeiten, deshalb findet man es kaum profiliert oder als Kunstwerk geformt.
Die meisten Trochitenkalkvorkommen wurden aufgrund ihrer Reinheit an Zuckerfabriken geliefert, da Kalkmilch zur Herstellung benötigt wird, oder auch zur Zementherstellung verwendet. Der Erkeroder Trochitenkalk soll bis um 1700 für die Kalkherstellung in Kalköfen gebrannt worden sein. 
Erkeroder Trochitenkalk fand im Massivbau als Mauerstein, Mauerpfeiler oder für Bruchsteinmauerwerk regional Verwendung. Bei einer Verwendung als Natursteinmauerwerk wurde sowohl Erkeroder Trochitenkalk als auch Elmkalkstein verbaut. Bekannte kunsthistorische Verwendungen des Erkeroder Trochitenkalks sind einzelne Mauersteine der Kirche in Evessen, Erkerode und in Hachum (Baujahr 1333) sowie in den Gebäuden der Kommende in Lucklum. Alle profilierten Tür- und Fensterumrahmungen an den genannten Bauwerken sind aus Elmkalkstein angefertigt. Zahlreiche Sockelmauern von Siedlungs- und Bauernhäusern in der Umgebung von Erkerode sind mit diesem Stein aufgemauert. Eine weitere Anwendung findet dieses Gestein als Steinpflaster in alten Bauernhöfen, die als Lesesteine auf den Feldern aufgesammelt wurden.

Mauerwerk aus Erkeroder Trochitenkalk und Elmkalkstein
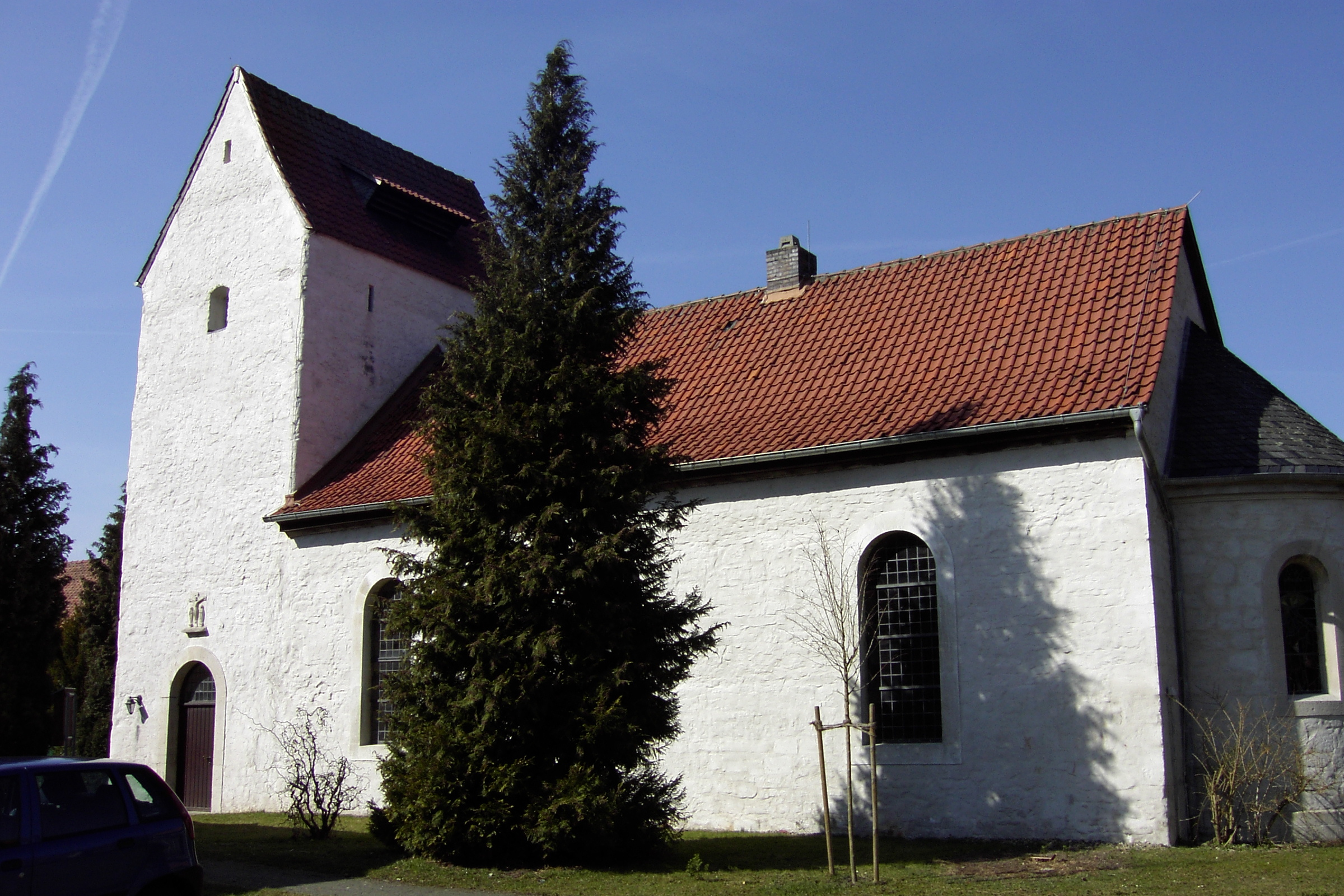
Romanischer Kirchenbau in Erkerode
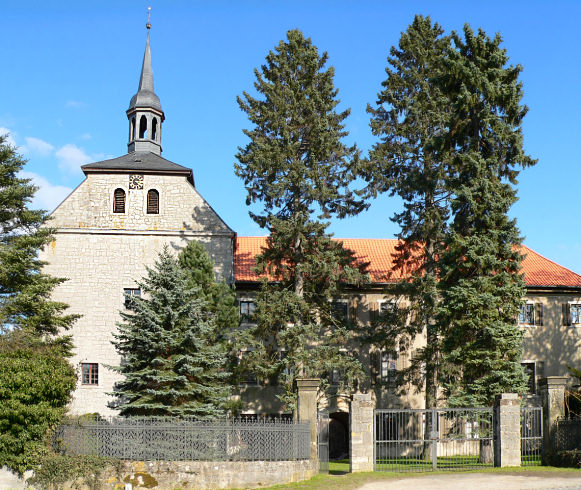
Kirche in Lucklum
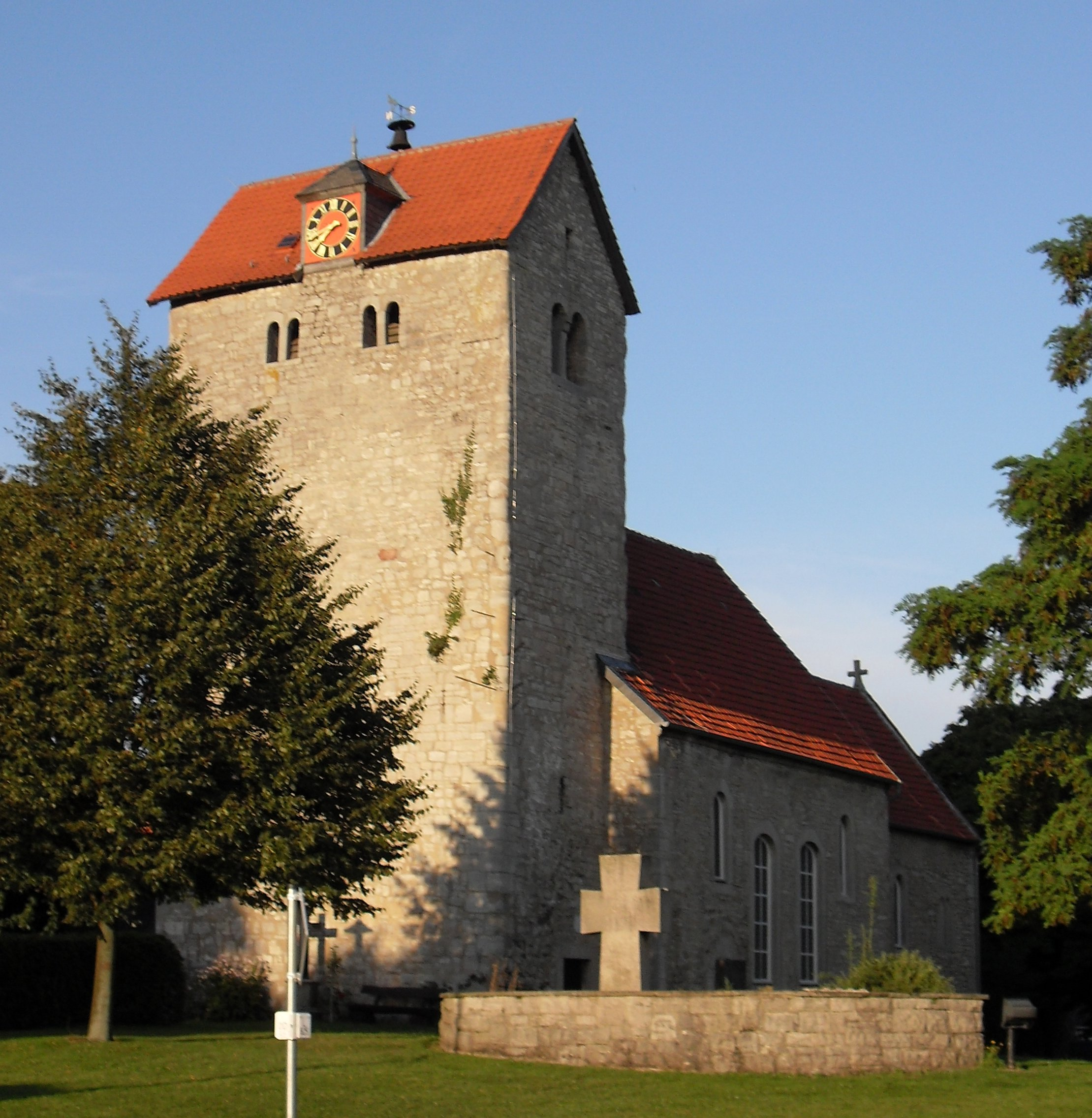
Kirchturm in Evessen
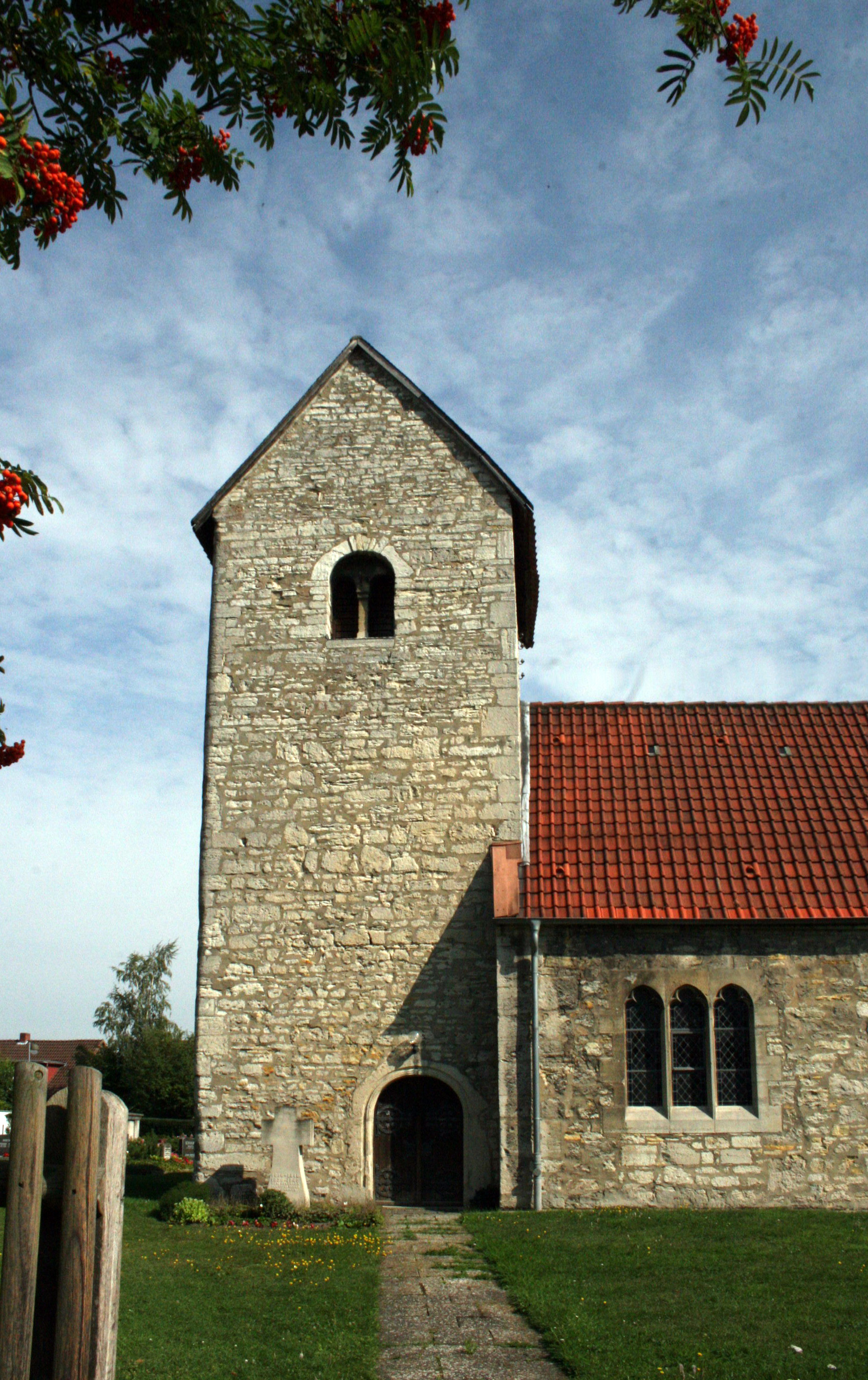
Kirche in Hachum

Das Vorkommen von Erkerode ist regional bekannt, da der Mineraliensammler Otto Klages (1903–1982) dort zahlreiche gut erhaltene Seelilien fand, von denen Exemplare in einer Mineraliensammlung in Königslutter ausgestellt sind. Ein ausgestelltes Exemplar hat eine Stiellänge von 70 cm.

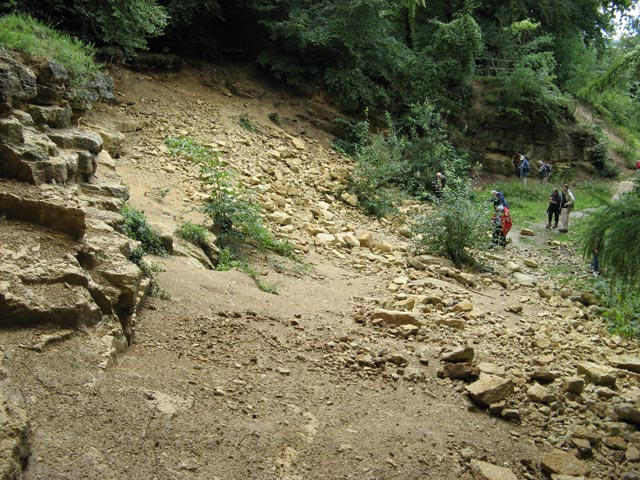
Erlebnissteinbruch Markmorgen

Einen sogenannten Erlebnissteinbruch des Trochitenvorkommens gibt es unweit von Erkerode, am nordöstlichen Waldrand von Evessen am Markmorgen, oberhalb der Obstanbausiedlungen. Dort befindet sich in einem ehemaligen Steinbruch ein Aufschluss mit einer drei bis vier Meter hohen Gesteinswand in einer acht Meter mächtigen Gesteinsschicht.

## Mystik

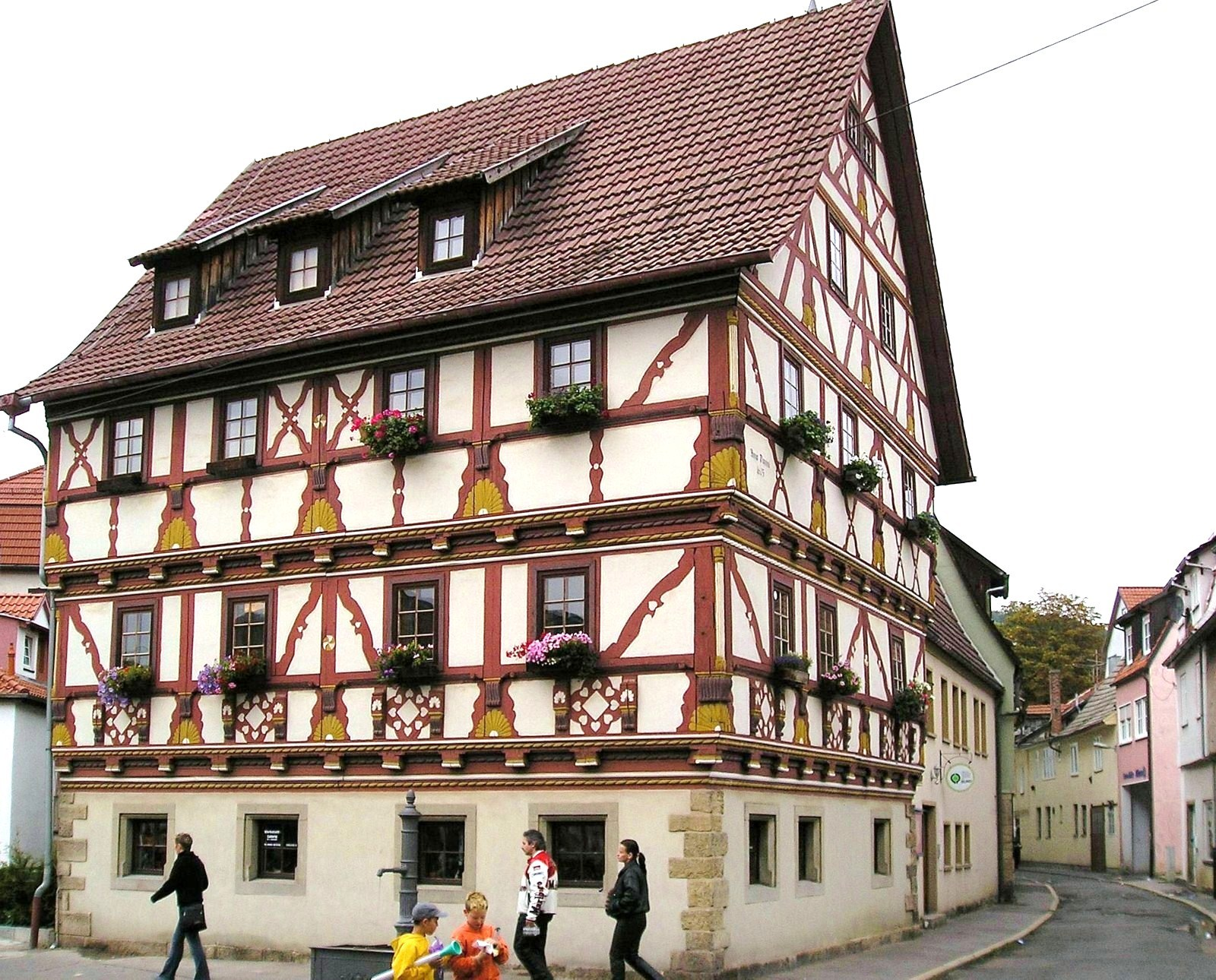
Eingekerbte goldene Halbsonnen an einem Fachwerkhaus in Meiningen

Die versteinerten Stielglieder wurden schon in der Steinzeit zu Schmuck verarbeitet. In Frankreich wurde eine derartige Halskette aus der Jungsteinzeit gefunden. Den Trochiten haftet etwas Mystisches an. Für die Germanen waren sie Tapferkeitssymbole, und in der Zeit der Christianisierung wurden sie als Bonifatiuspfennige eingezogen. Sie wurden auch Wichtelpfennige oder Hexengeld genannt. 
Trochiten galten noch bis 1700 in Apotheken als Heilmittel gegen verschiedene Krankheiten, wie Epilepsie, Depression, Nasenbluten und andere Leiden. Sie wurden zu Pulver zerstoßen oder in Gänze eingenommen. Die Trochiten von Erkerode wurden als Sonnenradsteine, Sonnensteine und Rädersteine im Volksmund bezeichnet. Die Form der Trochiten als Halbsonnen mit eingekerbtem Rand und angedeuteter Kanalröhre findet man auch in den Fächerrosetten an historischen Fachwerkhäusern.

## Weitere Vorkommen von trochitenführenden Kalksteinen

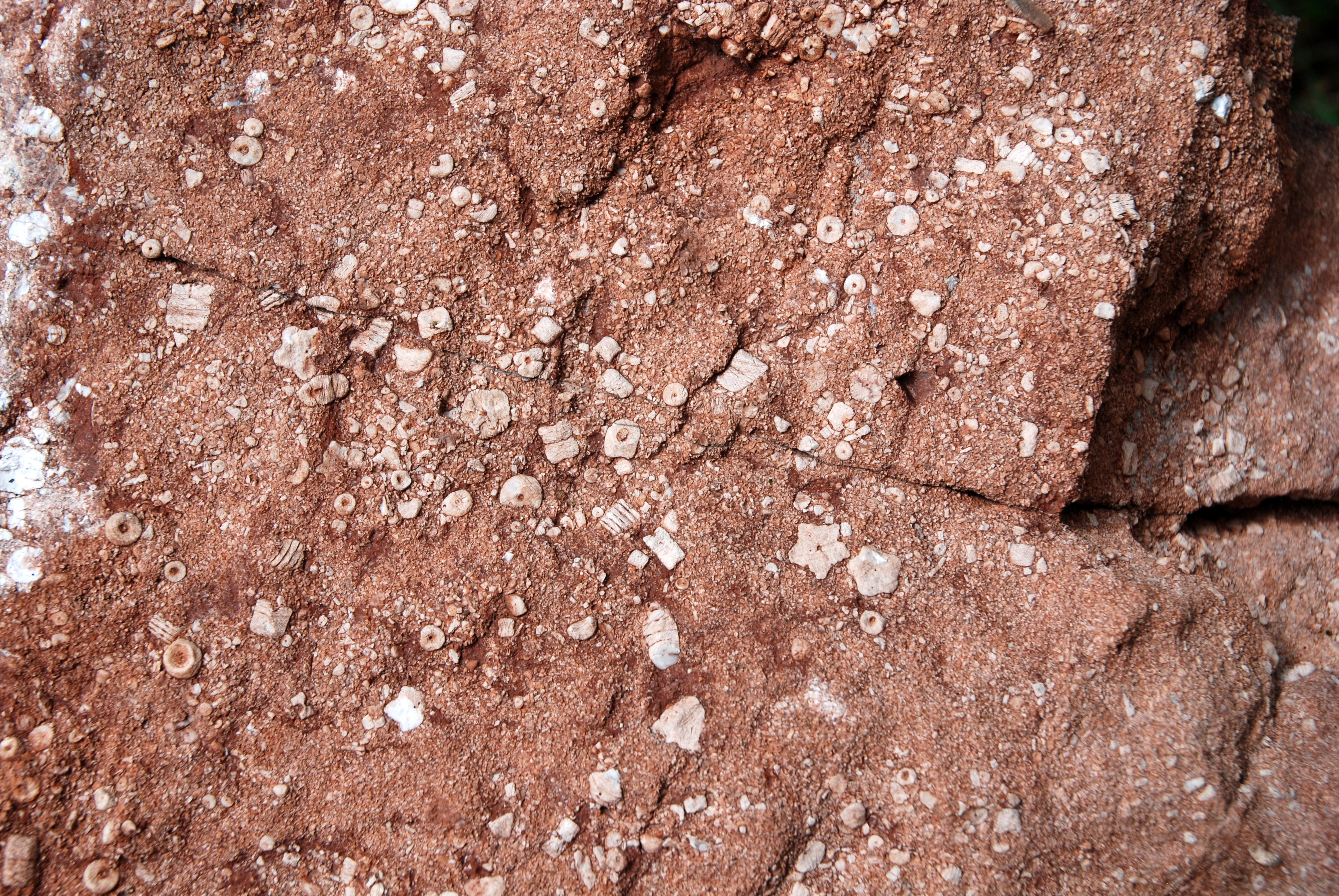
Hierlatzkalk mit fossilen Crinoiden, Fludergrabenalm, Österreich; Dekorstein des Salzkammerguts bekannt als Fludergrabenmarmor

In zahlreichen Kalksteinen, die historisch verwendet wurden und heute z. T. nicht mehr abgebaut werden, kommen Trochiten vor. Einige Beispiele hierfür sind: 
- Mittenwalder Hierlatzkalk, Mittenwald in Oberbayern,
- Füssener Hierlatzkalk, Hohenschwangau bei Füssen in Bayern,
- Tegernseer Kalkstein, bei Scharling-Kreuth in Oberbayern,
- Ruhpoldinger Kalkstein, Ruhpolding in Oberbayern,
- Lippischer Trochitenkalk, Bentrup bei Detmold in Nordrhein-Westfalen,
- Poller Trochitenkalk, Polle bei Holzminden in Niedersachsen,
- Belgisch Granit (2009 im Abbau).
- Fludergrabenmarmor (Hierlatzkalk), Salzkammergut in Österreich